# OPEC-Geiselnahme
Die OPEC-Geiselnahme begann am 21. Dezember 1975 in Wien während einer Ministerkonferenz der Organisation erdölexportierender Länder (OPEC). Ein sechsköpfiges internationales Terrorkommando nahm 62 Geiseln, darunter 11 Erdölminister. Am nächsten Tag wurden die Minister und 22 der übrigen Geiseln nach Nordafrika entführt. Nie zuvor befanden sich so viele hochrangige Politiker in den Händen von Terroristen. Die Geiselnehmer wurden angeführt von dem Venezolaner Ilich Ramírez Sánchez, genannt Carlos, der Schakal. Während der Geiselnahme erschossen die Terroristen drei Menschen. Bis heute sind nicht alle Hintergründe der Terroraktion und die genauen Tatabläufe geklärt.

## Täter
Verantwortlich für die Ausführung des Überfalls auf die OPEC-Konferenz war die palästinensische Terrorgruppe PFLP-SC unter Führung von Wadi Haddad. Haddad wollte mit der Aktion mediale Aufmerksamkeit auf die Lage des palästinensischen Volkes lenken und Lösegeld für die Finanzierung der Gruppierung erpressen.
Als eigentlicher Auftraggeber und Initiator wird der damalige libysche Staatschef Muammar al-Gaddafi vermutet. Dieser wollte sich angeblich an jenen Staaten innerhalb der OPEC rächen, die sich für eine Stabilisierung oder gar Senkung des Erdölpreises eingesetzt hatten, nämlich Saudi-Arabien und Iran. Im Rahmen des Überfalls sollten angeblich auf seine Weisung hin der iranische Ölminister Dschamschid Amusegar und sein saudi-arabischer Amtskollege Ahmed Zaki Yamani liquidiert werden. Vermutlich unterstützte Libyen die Terroristen mit Geld, Waffen und logistischer Hilfe.
Zu dem in Wien von Carlos angeführten Terrorkommando gehörten der Libanese Anis Naccache, genannt Khaled, zwei bis heute namentlich nicht bekannte Palästinenser, die der PFLP-SC angehörten und die Kampfnamen Jussuf und Joseph führten, sowie die beiden deutschen Linksextremisten Hans-Joachim Klein und Gabriele Kröcher-Tiedemann. Kröcher-Tiedemann, genannt Nada, gehörte der Terrorgruppe Bewegung 2. Juni an und war im Zuge der Entführung des CDU-Politikers Peter Lorenz aus dem Gefängnis freigepresst worden; sie lebte seit März 1975 im Nahen Osten im Untergrund. Klein, genannt Angie, war Mitglied der terroristischen Revolutionären Zellen (RZ); er war Carlos im Frühjahr 1975 in London begegnet, als Teil eines Kommandos, das den Botschafter der Vereinigten Arabischen Emirate, Mohammed Mahdi el-Tadschir, entführen wollte, der damals als einer der reichsten Menschen der Welt galt.

## Chronologie

### Vorgeschichte
Am 6. Oktober 1973 begannen Ägypten und Syrien gemeinsam mit einem Überraschungsangriff den Jom-Kippur-Krieg gegen Israel.
Jom Kippur ist der höchste jüdische Feiertag.
Die Organisation der Erdöl exportierenden Länder (OPEC) drosselte bewusst die Fördermengen um etwa fünf Prozent, um die westlichen Länder bezüglich ihrer Unterstützung Israels unter Druck zu setzen. Am 17. Oktober 1973 stieg der Ölpreis von rund drei US-Dollar pro Barrel (159 Liter) auf über fünf Dollar, also um etwa 70 Prozent. Im Verlauf des Jahres 1974 stieg der Ölpreis auf über zwölf US-Dollar. Am Ölembargo nahmen Iran, Algerien, Irak, Katar, Kuwait, Libyen, Saudi-Arabien und die Vereinigten Arabischen Emirate teil.

### Geiselnahme
Das OPEC-Generalsekretariat hatte zum damaligen Zeitpunkt seinen Sitz in den ersten beiden Stockwerken eines Hochhauses am Dr.-Karl-Lueger-Ring 10 (heute Universitätsring); in der ersten Etage befanden sich der Empfangsbereich der OPEC, der Konferenzraum, die Telefonzentrale und einige Büros.
Am späten Sonntagvormittag des 21. Dezember 1975 fuhr das Terrorkommando mit der Straßenbahn bis zur Haltestelle Schottentor, wenige Meter von der OPEC-Zentrale entfernt. Unter ihren Jacken und in Sporttaschen versteckten sie Waffen, Handgranaten und Sprengstoff.
Da vor dem Gebäude der OPEC nur ein Polizeibeamter stationiert war, der nicht den Auftrag hatte, Einlasskontrollen durchzuführen, konnten die Terroristen ungehindert gegen 11:45 Uhr eintreten und zu den Räumlichkeiten der OPEC im ersten Stockwerk gelangen.
Entsprechend einem zwischen der österreichischen Regierung und der OPEC verabredeten Sicherheitskonzept hielten sich dort nur zwei Kriminalbeamte der Staatspolizei auf. Anton Tichler, der kurz vor seiner Pensionierung stand, und Josef Janda hatten die Anweisung, im Gefahrenfall möglichst nicht von der Schusswaffe Gebrauch zu machen, sondern Meldung zu erstatten; mit Funkgeräten waren sie allerdings nicht ausgestattet worden. Tichler wurde von einem Terroristen durch einen aus drei Metern abgegebenen Schuss in den Nacken getötet. Er war, um Verstärkung zu holen, zu den Aufzügen gegangen, und hatte auf die in Englisch gestellte Frage, ob er Polizist sei, ohne sich umzudrehen, genickt.
Der Leibwächter des irakischen Erdölministers, Ala Saces al Khafazi, wurde durch einen aus nächster Nähe abgegebenen Schuss, der Gesicht und Hals zerfetzte, von einem der Terroristen im Empfangsbereich der OPEC getötet.
Kröcher-Tiedemann soll sowohl Tichler als auch al Khafazi erschossen haben; sie wurde allerdings in einem strafgerichtlichen Verfahren trotz erheblichen Tatverdachts von dem Vorwurf des zweifachen Mordes freigesprochen.
Carlos tötete das libysche Delegationsmitglied Jussuf Izmirli mit Schüssen in den Kopf und in den Rücken. Die beiden waren zufällig aufeinander getroffen, als Carlos die Büroräume in der ersten Etage kontrollierte. Als der Libyer nach dem über Carlos Schulter hängenden Maschinengewehr griff, feuerte Carlos mit einer Pistole auf Izmirli. Die Leiche des Libyers wurde erst nach dem Abzug der Terroristen am 22. Dezember 1975 bei der Tatortbegehung entdeckt.
Gegen 11:50 Uhr traf ein siebenköpfiges Einsatzkommando der Polizei vor der OPEC-Zentrale ein, drei Beamte versuchten zunächst, sich einen Überblick über die Lage in dem Gebäude zu verschaffen. Als der Polizist Kurt Leopolder über die Treppe in den ersten Stock gelangte, kam es zu einem kurzen Feuergefecht; durch Querschläger wurden der Terrorist Klein im Bauchraum und Leopolder am Gesäß verletzt. Leopolder blieb im weiteren Verlauf teilweise gelähmt und verstarb 1984 an den Spätfolgen der Verletzung. Nach diesem Schusswechsel unterblieben weitere Vorstöße der Polizei, sie beschränkte sich darauf, die Straße vor dem Gebäude hermetisch abzuriegeln. Die Terroristen schossen aus den straßenseitigen Fenstern.
Die Terroristen ließen eine OPEC-Mitarbeiterin eine Nachricht überbringen; sie boten eine „Feuerpause“ an, um die beiden Schwerverletzten, den Polizeibeamten Leopolder  sowie den Terroristen Klein, medizinisch versorgen zu lassen. Klein wurde gegen 13.25 Uhr ins Wiener Allgemeine Krankenhaus (AKH) transportiert. Dort wurde festgestellt, dass die Kugel oberhalb des Bauchnabels eingedrungen war und den Darm und die Bauchspeicheldrüse verletzt hatte, das Projektil steckte in der Wirbelsäule.
Die Terroristen konnten 62 Personen in ihre Gewalt bringen: elf Minister der OPEC-Staaten sowie weitere Delegationsmitglieder und OPEC-Mitarbeiter. Die Terroristen versammelten die Geiseln im Konferenzraum und teilten sie in vier Gruppen, die an den verschiedenen Seiten des Raumes platziert wurden. Die Delegierten aus Saudi-Arabien, Iran, den Vereinigten Arabischen Emiraten und Katar mussten sich als Gruppe der "feindlichen Staaten" zusammenfinden.
Der OPEC-Anschlag war der erste dieser Art in Österreich, zudem kam er völlig überraschend, denn eine Attacke auf ein Ziel mit arabischem Hintergrund hatte niemand erwartet. Es gab keine Einsatz- oder Krisenpläne und nur wenige schusssichere Westen. Man improvisierte: Während der TV-Übertragung einer Sportveranstaltung im österreichischen Fernsehen wurde ein Insert eingeblendet, wonach sich in der Freizeit befindliche Polizisten bei der Bundespolizeidirektion Wien melden sollten.

### Forderungen und Verhandlungen
Zunächst verlangten die Terroristen als Vermittler für die Verhandlungen mit der österreichischen Regierung den libyschen Botschafter Al Ghadamsi, der sich aber  zu dieser Zeit in Prag aufhielt. Der irakische Geschäftsträger der irakischen Botschaft, Riyadh al-Azzawi, bot sich daraufhin selbst den Sicherheitsbehörden als Vermittler an.
Eine Forderung der Terroristen bestand darin, dass ein in französischer Sprache abgefasstes Kommuniqué im Zweistundentakt im Rundfunk verlesen werden müsse; sie drohten bei Nichtbefolgung damit, jede Viertelstunde eine Geisel zu erschießen.
Die Terroristen verlangten darüber hinaus, dass am Folgetag um 7:00 Uhr ein Omnibus mit verhangenen Fenstern bereitstehen müsse, um sie und die Geiseln zum Flughafen Wien-Schwechat zu bringen. Dort müsse ein aufgetanktes Flugzeug der Typs DC-9 mit Besatzung zum Ausfliegen an ein Ziel ihrer Wahl warten. Der schwerverletzte Klein müsse zusammen mit den anderen ausgeflogen werden.
Im Bundeskanzleramt versammelten sich am späten Nachmittag die Regierungsmitglieder zu einem außerordentlichen Ministerrat. Bundeskanzler Bruno Kreisky traf dort erst gegen 18 Uhr ein, da er erst von seinem Urlaubsort Lech am Arlberg zurückreisen musste. Kreisky erklärte sich mit der Verlesung des Kommuniqués im Radio einverstanden.
Um 18:22 Uhr wurden die laufenden Sendungen in den österreichischen Radiosendern Ö1 und Ö3 unterbrochen und Friedrich Gehart, damals Legationsrat im Bundeskanzleramt, verlas die Erklärung der Terroristen; dies dauerte fast 20 Minuten. Von 20 Uhr bis 4 Uhr am nächsten Tag wurden alle zwei Stunden Wiederholungen gesendet. Die vom Arm der arabischen Revolution – so die Selbstbezeichnung des Terrorkommandos – in dem Kommuniqué genannten Forderungen waren: Israel dürfe von keinem muslimischen Staat anerkannt werden, die Erdölquellen im arabischen Raum sollten verstaatlicht werden und die Ölstaaten sollten den palästinensischen Widerstand finanzieren. Ferner hieß es in der Erklärung der Terroristen, das arabische Volk sei von einem „gewaltigen Komplott“ bedroht, an dem der „amerikanische Imperialismus“, „zionistische Aggressoren“ sowie „kapitulationsbereite“ arabische Regierungen beteiligt seien. Am Ende des Kommuniqués gab es eine Entschuldigung der Terroristen „für die Schwierigkeiten, die unsere Aktion dem friedliebenden österreichischen Volk gebracht hat“.
Der von Kreisky geleitete Krisenstab stellte Bedingungen für den freien Abzug der Terroristen: Alle Geiseln müssten sich damit einverstanden erklären, ausgeflogen zu werden, und alle Österreicher sowie die in Österreich lebenden OPEC-Mitarbeiter müssten vor dem Abflug freigelassen werden. Die Terroristen nahmen die Bedingungen an.
Im Zuge der Verhandlungen teilte die österreichische Regierung den Terroristen mit, dass sich Algerien bereit erklärt habe, die Terroristen aufzunehmen.
In einer Presseerklärung ließ Bundeskanzler Kreisky verlautbaren: „Das oberste Gebot ist, Menschenleben zu retten. Es ist schon genug Unglück geschehen, und da wir wissen, dass die Drohungen sehr, sehr ernst zu nehmen sind, bestimmt das nicht zuletzt unser Handeln.“

### Der Abzug der Terroristen
Wie vereinbart, stand am Morgen des 22. Dezember 1975 ein Post-Autobus – die Zielangabe über der Windschutzscheibe meldete „Sonderfahrt“ – am Hintereingang des OPEC-Gebäudes. Die OPEC-Angestellten wurden von den Terroristen freigelassen, die kurz vor acht Uhr den Bus mit den 33 verbliebenen Geiseln – die elf Minister sowie 22 Delegierte – betraten. Dann fuhr der Bus in Begleitung von Streifenwagen zum 16 km entfernten Flughafen Wien-Schwechat.
Der Terrorist Klein wurde mit dem Krankenwagen zum Flughafen gebracht. Dabei wurde er vom Wiener Internisten Wiriya Rawenduzy (1929–2011) begleitet. Rawenduzy, ein irakischer Kurde, der Mitte der 1950er Jahre zum Medizinstudium nach Wien gekommen war, hörte im Radio vom Überfall und erklärte sich bereit, den verletzten Terroristen auf dem Flug zu begleiten und medizinisch zu versorgen.
Den Terroristen wurde eine DC-9 der Austrian Airlines (AUA) zur Verfügung gestellt, die österreichischen AUA-Piloten Manfred Pollak und Otto Herold hatten sich für diesen Flug freiwillig gemeldet. Nachdem der Bus auf dem Rollfeld angekommen war, stieg Carlos aus und begab sich in das Innere des Flugzeugs, verließ es jedoch bald wieder. Direkt vor dem heckseitigen Treppenaufgang zur Maschine schüttelten der Vermittler Riyadh al-Azzawi sowie der dort eingetroffene Innenminister Otto Rösch jeder Geisel die Hand. Bevor sich Carlos als Letzter in das Flugzeug begab, gab er ebenfalls Rösch die Hand und entbot Grüße an Kreisky, der klug gehandelt habe. Bilder dieses Handschlags gingen um die Welt, in internationalen Medien gab es dafür viel Kritik. In der deutschen Tageszeitung Die Welt wurde das Bild mit den Worten kommentiert: „Danke verbindlichst für die reibungslose Abfertigung.“ Carlos hätte ihm die Hand entgegengestreckt, welche dieser „im Reflex“, wie Rösch sich rechtfertigte, ergriffen habe. Röschs Handschlag mit Carlos wurde in den österreichischen Medien noch über Jahre hinweg immer wieder diskutiert, insbesondere 1985 in der Affaire Frischenschlager (Handschlag mit dem Kriegsverbrecher Walter Reder, 1915–1991).

### Der Flug und das Ende der Geiselnahme
Das Flugzeug hob um 9:16 Uhr zunächst mit unbekanntem Kurs ab. Erst in der Luft erfuhren die Piloten vom Zielort Algier, der um 13:30 Uhr Ortszeit erreicht wurde. Dort konnte der angeschossene, schwer verletzte Klein in ein Krankenhaus eingeliefert werden. Die Ölminister aus Venezuela, Nicaragua und Indonesien sowie zehn Delegationsmitglieder wurden freigelassen. Carlos verließ unbewaffnet das Flugzeug und wurde von dem algerischen Ministerpräsidenten Houari Boumedienne in der Lounge des Flughafens empfangen.
Nach seiner Rückkehr befahl Carlos den Piloten, nach Tripolis zu fliegen. Dort erhielt die Maschine erst nach der Einschaltung des an Bord befindlichen libyschen Ölministers eine Landeerlaubnis. Dieser wurde neben vier weiteren Geiseln in Tripolis freigelassen. Die Terroristen forderten von den Libyern die Bereitstellung eines Flugzeugs mit größerer Reichweite; sie planten weiter nach Bagdad und Aden zu fliegen. Nachdem die Terroristen über Stunden hingehalten worden waren, entschlossen sie sich, zurück nach Algier zu fliegen. In den frühen Morgenstunden des 23. Dezember 1975 landeten sie erneut in Algier.
Dort ließen die Terroristen nach Verhandlungen mit algerischen Unterhändlern die restlichen Geiseln, darunter den saudischen und iranischen Ölminister, frei. Es ist nicht geklärt, ob bzw. in welcher Höhe ein Lösegeld an die Terroristen gezahlt worden ist. Angeblich sollen der Schah von Persien und der König von Saudi-Arabien Geld für die Freilassung der Geiseln gezahlt haben.
Die Terroristen wurden in einer Villa in Algier untergebracht. Am 28. Dezember 1975 besuchten die anderen Kommandomitglieder Klein im Krankenhaus Mustapha Pacha. Ende Dezember 1975 verließen Kröcher-Tiedemann, Naccache und die zwei palästinensischen Terroristen Algerien, am 1. Januar 1976 reisten Carlos und Klein ab.
Die österreichischen Strafverfolgungsbehörden, die bereits am 23. Dezember 1975 Algerien um die vorläufige Festnahme der Geiselnehmer ersucht hatten, erhielten am 9. Januar 1976 die Mitteilung, das Terrorkommando halte sich nicht mehr in Algerien auf.

## Juristische Konsequenzen
Ein wesentliches Problem für die juristische Aufarbeitung des Falls ergab sich aus der mangelnden Spurensicherung am Wiener Tatort. Der österreichischen Polizei wurde von der OPEC lediglich ein Zeitraum von einer Stunde eingeräumt, um die Räumlichkeiten zu untersuchen. Allerdings sicherte die Polizei auch in dem Autobus, mit dem die Terroristen und deren Geiseln zum Flughafen gebracht wurden, keine Fingerabdruckspuren, obwohl die Täter keine Handschuhe trugen.
Im August 1994 wurde Carlos im Sudan verhaftet und nach Frankreich ausgeliefert. Dort wurde er wegen in Frankreich verübter  terroristischer Verbrechen 1997 und 2013 jeweils zu lebenslanger Haft verurteilt; die OPEC-Geiselnahme spielte in diesen Verfahren aber keine Rolle. Auf österreichischer Seite wurde zunächst überlegt, eine Auslieferung Carlos’ zu beantragen, nach der Verurteilung wurde darauf aber verzichtet. Carlos verbüßt seine Strafe in einem Hochsicherheitsgefängnis bei Paris.
Erstmals vor Gericht verhandelt wurde die OPEC-Geiselnahme erst 1989/90. Gabriele Kröcher-Tiedemann musste sich vor dem Landgericht Köln wegen des Vorwurfs des zweifachen Mordes verantworten. Sie wurde aus Mangel an Beweisen freigesprochen. Die Richter sahen zwar einen erheblichen Tatverdacht gegeben, doch dieser hatte sich nicht zu der für eine Verurteilung notwendigen Gewissheit verdichtet. Kröcher-Tiedemann starb 1995 mit 44 Jahren an den Folgen einer Krebserkrankung.
Hans-Joachim Klein lebte über zwei Jahrzehnte unter falschem Namen in einem französischen Dorf. 1998 wurde Klein von der französischen Polizei in Zusammenarbeit mit dem BKA verhaftet und 2000 in Deutschland vor Gericht gestellt. Wegen des OPEC-Überfalls wurde er zu neun Jahren Haft verurteilt. Die restliche Freiheitsstrafe Kleins wurde Ende 2003 zunächst zur Bewährung ausgesetzt und dann 2009 durch einen Straferlass im Gnadenwege des Landes Hessen erlassen. Klein lebte danach wieder in Frankreich, wo er im November 2022 verstarb.
Der Libanese Anis Naccache (1951–2021), genannt Khaled, wurde wegen der Beteiligung an der OPEC-Geiselnahme nie strafrechtlich verfolgt. Er war beteiligt an dem 1980 in Paris verübten versuchten Mord an Schapur Bachtiar, dem letzten Ministerpräsidenten des iranischen Schahs. Er wurde wegen dieser Tat in Frankreich zu lebenslanger Haft verurteilt und 1990 von dem damaligen französischen Präsidenten François Mitterrand begnadigt. Naccache lebte später als Geschäftsmann in Beirut und bekannte sich in einem TV-Interview zu seiner Beteiligung an dem OPEC-Anschlag. Naccache verstarb im Februar 2021 in Damaskus an den Folgen einer Covid-19-Infektion.
Die Identität der zwei anderen Terroristen konnte nicht zweifelsfrei geklärt werden.

## Der Schauplatz
Die Geiselnahme fand in den damaligen Büroräumen der OPEC am ehemaligen Dr.-Karl-Lueger-Ring (heute Universitätsring), gegenüber dem Hauptgebäude der Universität Wien statt, nicht wie oft fälschlich berichtet wird im erst 1977 bezogenen OPEC-Gebäude am Wiener Donaukanal. Zwar existiert das Bürogebäude, in dem 1975 die OPEC-Konferenz stattfand, in seinen Grundzügen noch immer, nach einer Asbest-Entsorgung hat sich jedoch das Aussehen sowohl außen wie innen komplett verändert. Nichts erinnert mehr an die Zeit der Geiselnahme.
Im März 1977 bezog die OPEC schließlich ein neu errichtetes Gebäude am Donaukanal, das für Jahrzehnte der Standort der Organisation bleiben sollte und von den Wienern auch als OPEC-Gebäude bezeichnet wurde. 2009 übersiedelte die OPEC abermals, diesmal in einen Neubau neben der Wiener Börse. Das alte Gebäude am Donaukanal wurde von der Raiffeisen-Holding Niederösterreich-Wien erworben und 2010 abgerissen. Im Jahr 2013 eröffnete der Bankenkonzern an diesem Standort ein neues Hochhaus.

## Verfilmung/Dokumentation
Die 2010 veröffentlichte deutsch-französische Koproduktion Carlos – Der Schakal von Olivier Assayas widmet sich hauptsächlich der Laufbahn Ilich Ramírez Sánchez’ (gespielt von Édgar Ramírez), behandelt jedoch auch die OPEC-Geiselnahme von 1975. Die Rollen von Hans-Joachim Klein und Gabriele Kröcher-Tiedemann übernahmen die deutschen Schauspieler Christoph Bach und Julia Hummer.
2005 entstand eine ORF-Dokumentation unter dem Titel Tage des Terrors von Christoph Feurstein.
Dirk Laabs erstellte die Dokumentation Operation OPEC – Terroranschlag in Wien, die 2007 erstmals auf dem Fernsehsender Arte ausgestrahlt wurde.